# Superman (album)
Superman è il terzo album in studio del cantante svedese di origine iraniana Arash, pubblicato il 4 novembre 2014.

## Tracce
1. One Day (feat. Helena) – 3:32
2. Sex Love Rock n Roll (SLR) (feat. T-Pain) – 2:57
3. Tekoon Bede – 2:39
4. Superman (feat. Nyanda) – 3:31
5. Ba Man Soot Bezan – 3:31
6. She Makes Me Go (feat. Sean Paul) – 2:58
7. Doga Doga (feat. Medina) – 3:16
8. Ma Bala (feat. Nyanda) – 3:11
9. Delhore – 3:20
10. Melody – 3:12
11. Broken Angel (feat. Helena) – 3:12
12. Che Konam – 3:04
13. On Est La – 3:02

### Tracce bonus
1. Boro Boro (feat. Nexus) – 2:56
2. Sex Love Rock n Roll (SLR) (feat. T-Pain) (Basshunter Remix) – 3:49
3. One Day (Golden Star Mix (feat. Helena) – 3:00
4. Iran Iran World Cup 2014 – 3:14